# Me First and the Gimme Gimmes
Me First and the Gimme Gimmes (de vegades escurçat com Me First o the Gimmes) és un supergrup de versions punk rock format a San Francisco el 1995 per Spike Slawson, Fat Mike, Joey Cape i Dave Raun. La banda pren el nom d'un llibre infantil de Gerald G. Jampolsky i Diane V. Cirincione.

## Història
El primer disc de la banda va ser Denver de 1995, un senzill de 7" publicat al segell discogràfic Fat Wreck Chords de Fat Mike, amb dues versions de John Denver. Me First va publicar quatre senzills més el 1996 i el 1997, cadascun amb un segell diferent i amb el nom de l'artista versionat. El seu primer àlbum de llarga durada, Have a Ball, va aparèixer el 29 de juliol de 1997 i segueix essent el seu disc més venut.
Cada àlbum de Me Firts té un tema diferent: Have a Ball se centra en cançons clàssiques dels anys 1960, 1970 i principis de la dècada del 1980 de cantants com Elton John, Neil Diamond i John Denver; Are a Drag conté cançons de teatre i cinema musical; Blow in the Wind clàssics dels anys 1960; i Take a Break cançons de R&B contemporani d'artistes com Boyz 2 Men, Lionel Richie i Vanessa Williams. El seu cinquè àlbum, Ruin Jonny's Bar Mitzvah, consta de música pop d'artistes com REO Speedwagon, Styx i The Beatles, així com cançons tradicionals com ara «Hava Nagila». L'àlbum recopilatori Have Another Ball! inclou clàssics dels anys 1960 i 1980.
Me First va entrar a l'estudi el 3 d'abril de 2006 per a enregistrar en el seu sisè àlbum, Love Their Country, que va ser publicat el 17 d'octubre del mateix any. L'àlbum està dedicat al country i inclou versions de Dixie Chicks, Garth Brooks, Hank Williams i Johnny Cash.
Fat Wreck Chords va publicar Go Down Under l'1 de febrer de 2011, amb versions de cinc cançons d'artistes australians. El 13 de setembre de 2011 Fat Wreck Chords va publicar un EP de 5 cançons, Sing in Japanese.
El 13 de maig de 2014 es va publicar Are We Not Men? We Are Diva! amb versions de Barbra Streisand, Christina Aguilera i Lady Gaga.

## Discografia

### Àlbums d'estudi
- Have a Ball (1997)
- Are a Drag (1999)
- Blow in the Wind (2001)
- Take a Break (2003)
- Ruin Jonny's Bar Mitzvah (2004)
- Love Their Country (2006)
- Have Another Ball (2008)
- Sing in Japanese (2011)
- Go Down Under (2011)
- Are We Not Men? We Are Diva! (2014)
- Rake it In: The Greatestest Hits (2017)
- Blow It… At Madison’s Quinceañera (directe, 2024)[9]